# Hamadi Yebali
Hamadi Jebali (en árabe: حمادي الجبالي, Hizb al-Nahda, o Hizb Ennahda; 1949, Susa) es un político tunecino, secretario general del Partido del Renacimiento, fue Jefe de Gobierno de Túnez desde 2011 a 2013, siendo el primero en ostentar dicho cargo, pues anteriormente al premier tunecino se lo conocía como Primer ministro. Director del periódico Al Fajr, Hamadi Jebali fue condenado a 16 años de prisión por «agresión para intentar cambiar la naturaleza del Estado». Fue liberado en 2006. 
Asumió como Primer ministro de su país el 24 de diciembre de 2011

## Biografía
Nacido en Sousse en 1949, Jebali recibió su licenciatura en ingeniería mecánica en la Universidad de Túnez y agregó un programa de maestría en ingeniería fotovoltaica en París, Francia. Como especialista en energía solar y energía eólica , fundó su propia empresa en Sousse. 
En 1981 se involucró con el movimiento islamista de Túnez, entonces llamado Movimiento de la Tendencia Islámica. Fue director y editor en jefe de Al-Fajr (Dawn), el antiguo periódico semanal del partido islamista Ennahda. Además, fue miembro del consejo ejecutivo del partido por mucho tiempo y sigue siendo secretario general de Ennahda. 
En junio de 1990, Al-Fajr publicó un artículo de Rashid al-Ghannushi titulado "¿La gente del estado o del estado del pueblo?" Jebali fue responsabilizado por la publicación y recibió una sentencia suspendida y una multa de 1,500 dinares por los delitos de "alentar la violación de la ley" y "pedir insurrección". En noviembre de 1990, el periódico islamista contenía un ensayo del abogado Mohammed Nouri, titulado "¿Cuándo serán abolidos los tribunales militares, que actúan como tribunales especiales?" Esta vez, un tribunal militar condenó a Hamadi Jebali a un año de prisión por "difamación de una institución judicial". 
En mayo de 1992, el gobierno afirmó que había detectado planes para un golpe de Estado por parte de Ennahda , que supuestamente había conspirado para asesinar al presidente Ben Ali y establecer un estado islámico . En agosto de 1992, Jebali, junto con otros 170 simpatizantes de Ennahda, fue acusado de "intento de derrocamiento". Jebali protestó que no tenía conocimiento de la existencia del complot y afirmó que había sido torturado , presentando marcas en su cuerpo como evidencia. El juicio fue clasificado como injusto por observadores de Human Rights Watch , el Comité de Abogados para los Derechos Humanos y Amnistía Internacional , este último de los cuales nombró a Jebali como preso de conciencia. Finalmente, el 28 de agosto de 1992, Hamadi Jebali fue condenado a una pena de prisión de 16 años por "pertenencia a una organización ilegal" y "intento de cambio de la naturaleza del estado". El Tribunal de Casación confirmó el veredicto. 
Las condiciones de su encarcelamiento fueron duras. Más de diez de los 15 años que pasó Jebali, estuvieron en régimen de aislamiento . Hamadi Jebali realizó varias huelgas de hambre para protestar por las condiciones y su condena. Dos de ellos duraron 36 días cada uno. En febrero de 2006, con motivo del 50 aniversario de la independencia de Túnez , Jebali fue puesto en libertad condicional.
| Predecesor: Béji Caïd Essebsi | Primer Ministro de Túnez 24 de diciembre de 2011-14 de marzo de 2013 | Sucesor: Ali Laarayedh |